# Neni
Neni va ser una reina egípcia de la XIII Dinastia. Era l'esposa del rei Sobekhotep III i la mare de dues de les seves filles: Iuhetibu Fendi i Dedetanqet; el nom d'Iuhetibu apareix escrit dins d'un cartutx, cosa que en aquesta època era excepcional per a qualsevol persona que no fos el governant, cosa que mostra la importància d'aquesta princesa.
L'únic títol conegut de Neni és el d'Esposa del Rei (ḥm.t-nỉswt), títol habitual de reines d'aquest període; de les dues esposes conegudes de Sobekhotep, Senebhenas era probablement la més significativa per títol.
No se sap gaire més sobre ella. Neni apareix representada en dues estelesː una estela copta (avui al Louvre, C 8), que representa les seves dues filles davant del déu Min, i en una estela del seu administrador (avui a Leiden) que dona fe que Neni tenia les seves pròpies finques.